# Marca (journal)
Pour les articles homonymes, voir Marca.
Marca est un journal  d'information sportive, basé à Madrid. C'est le journal payant le plus lu en Espagne avec 1 355 000 lecteurs quotidiens selon L'EGM,. Chiffre auquel il faut ajouter plus cinq millions d'abonnés sur sa plateforme web ainsi que 420 000 auditeurs sur sa plateforme radio. Depuis 2007, il appartient au groupe Unidad Editorial.
Il propose chaque jour 15 éditions différentes : 11 régionales et 3 uniprovinciales, en plus de l'édition nationale. Ses principaux concurrents en termes de journaux sportifs sont As, Sport et El Mundo Deportivo.
Le journal est également membre de la European Sport Media, organisation de tabloïd sportif européen qui décerne au terme de chaque saison le prix du meilleur buteur des 5 grands championnats.
Son concurrent direct est le quotidien sportif As et partage avec lui une inclination madridiste. Les deux autres quotidiens sportifs les plus importants sont édités à Barcelone et sont eux barcelonistes : Diario Sport et El Mundo Deportivo.
Marca possède également une radio, Radio Marca, ainsi qu'une chaîne de télévision, Marca TV, sur la TNT.

## Histoire
Marca a été fondée le 21 décembre 1938 à Saint-Sébastien par Manuel Fernández Cuesta Merelo durant la guerre civile. À l'origine, le journal avait une périodicité hebdomadaire, il était une source de distraction. A travers sa création, Manuel Fernandez Cuesta avait pour objectif de d'aérer l'esprit de la population espagnole. C'est seulement le 25 novembre 1942, après près de 4 années de parution, 'qu'il est passé d'une publication hebdomadaire à parution une quotidienne.
Les premiers exemplaires contenait 8 pages, ils étaient vendus à l'époque à Bilbao au prix de 30 centimes par son fondateur Manuel Fernández Cuesto, avant que la direction ne soit déplacé en 1942. Cette année marque un véritable succès pour le journal avec plus de 140 000 exemplaires vendus.
Dans le domaine du sport féminin, le journal donné à la footballeuse internationale Conchi Sánchez le surnom de Conchi Armancio.
Le journaliste Carlos Toro a présenté La historia de Marca en 2008, coïncidant avec le 70e anniversaire du journal. Le 12 juillet 2010, au lendemain de ce qui est peut-être l'événement sportif le plus important de l'histoire de l'Espagne, la victoire de la Coupe du monde par l'équipe nationale, le journal Marca s'est épuisé complet au petit matin et pour cette raison, le journal a publié une deuxième édition qui était en vente ce lundi après-midi à Madrid et demain et le lendemain dans le reste des Communautés autonomes. Quelque chose qui n'était jamais arrivé auparavant dans le journalisme espagnol.
En 2012, il comptait 251 employés, 200 dans le journal et 51 à Radio Marca; De nature et de portée nationales, il couvre l'actualité et les développements liés à la majorité des sports pratiqués en Espagne et/ou ayant des répercussions internationales, bien qu'il soit principalement centré sur le football, le sport par excellence dans le pays,,.

## Dans autres domaines

### Internet
MARCA.com est le site Internet du journal Marca. Il a été créé en 1997 et est l'un des sites sportifs les plus visités d'Espagne.

### Radio
Radio Marca a été lancée le 1er février 2001 en tant que première radio sportive à couverture nationale. Elle a fermé l'année 2008 avec une moyenne de 447 000 auditeurs quotidiens, devenant ainsi le leader de la radio thématique en Espagne.

### Télévision
Marca TV a été lancée le 28 août 2010 en tant que chaîne sportive sur la télévision numérique terrestre. Ils ont également une chaîne Web à travers laquelle vous pouvez voir les nouvelles les plus marquantes dans et autour du monde du sport.

### Réseaux sociaux
Marca a lancé en 2010 ses comptes officiels sur divers réseaux sociaux, dont Twitter et Facebook, qui comptent tous deux environ un demi-million de followers.

### Marca Magazines
Marca propose également des magazines de différents types de moteur, de golf et des éditions spéciales pour des événements sportifs particuliers tels que la Coupe du monde, l'Eurocup, la Coupe du monde de F1, etc.

## Distinctions
- Trophée Pichichi :

décerné au meilleur buteur du championnat. Il est délivré depuis la saison 1952/53 en première et deuxième division. Son nom vient de l'ancien attaquant rojiblanco Rafael Moreno Aranzadi Pichichi, reconnu pour sa grande capacité à empiler les buts. Depuis son instauration, tous les précédents meilleurs buteurs des championnats de première et deuxième division ont été récompensés et reconnus symboliquement comme vainqueur du trophée.
- Trophée Zamora

décerné pour gardien ayant encaissé le moins de but, il est donné depuis la saison 1958/59 en première division et depuis la saison 1986/87 en deuxième división. Tout le comme le trophée Pichichi, il a également été attribué à tous les meilleurs gardiens ayant précédé son instauration. Ricardo Zamora est reconnu comme étant la première et la plus grande idole du football espagnol. Il est à ce jour toujours considéré comme l'un si ce n'est peut-être le plus grand gardien du football espagnol.
- Trophée Zarra

Instauré depuis la saison 2005-2006, le trophée Zarra est délivré au meilleur buteur espagnol de première et deuxième division chaque saison. Son nom fait référence et rend hommage à l'ancien footballeur espagnol Telmo Zarra, légende du championnat qui en était le meilleur buteur durant plusieurs décennies.
- Trofeo Guruceta

Au meilleur arbitre de la ligue chaque saison, selon les notes des correspondants Marca. Il est décerné depuis la saison 1986-87 en première división et depuis la saison 1993/94 en deuxième división. Son nom provient de l'ex-arbitre Emilio Carlos Guruceta, considéré comme l'un des meilleurs du pays.
- Trophée Miguel Muñoz

Depuis la saison 2005-2006, le trophée Miguel Munoz revient au meilleur entraîneur de la ligue chaque saison, de la même façon que le trophée Guruceta, il est décerné selon les votes des correspondants de Marca. Guruceta était un entraîneur du Real Madrid dont la carrière et le succès l'ont amené à être reconnu comme le meilleur entraîneur espagnol de son époque. Avant d'être entraîneur de la Maison Blanche, il avait également revêtit la tunique merengue en tant que joueur professionnel.
- Trofeo Alfredo di Stéphano

Il revient au meilleur joueur de première division chaque saison. Après une première sélection par un vote des lecteurs de Marca.com, le lauréat est désigné par un jury composé d'ancien footballeur et présidé par Alfredo Di Stéfano lui même jusqu'à sa mort en 2014. Ancien joueur et légende du Real Madrid, Alfredi Di Stéfano est l'un des plus grands joueurs de l'histoire ayant évolué dans le championnat espagnol.
- Trophée Marca Leyenda

Il s'agit d'un prix décerné par le journal Marca aux meilleurs professionnels de l'histoire du sport.

## Critiques
L'arrivée d'Eduardo Inda à Marca en tant que directeur en juillet 2007, a signifié, selon certains critiques, un changement dans la ligne éditoriale du journal, qui a conduit au désaccord de la part d'importants rédacteurs en chef du journal, comme son adjoint de l'époque. Les détracteurs de cette ligne éditoriale l'accusent d'abus de sensationnalisme et de jaunissement, ce qui avait même donné lieu à des pages web dont le seul but était d'évaluer le contenu du journal.
En janvier 2009, Marca a découvert des irrégularités lors de la dernière assemblée générale des membres du Real Madrid et a accusé le président de cette époque-là, Ramón Calderón, de "voler l'Assemblée". En mars 2010, Calderón déclara publiquement que « le quotidien Marca est dirigé par un psychopathe », faisant clairement allusion à Inda.
Une autre cible présumée du journal sous la direction d'Inda était l'entraîneur du Real Madrid, Manuel Pellegrini, pour une prétendue campagne de dénigrement visant à forcer son départ de l'équipe. Au titre qui a incité une telle accusation : « Au revoir, Champions. Adieu, Pellegrini », après l'élimination de Madrid de la Ligue des champions 2009-10 contre l'Olympique de Lyon, ont suivi des informations sur d'éventuels remplaçants de l'entraîneur chilien.

## Directeurs
- Manuel Fernández-Cuesta Merelo (1938-1945)
- Ibrahim de Malcervelli (1945-1946)
- Manuel Casanova (1946-1947)
- Lucio del Álamo (1947-1954)
- Nemesio Fernández Cuesta (1954-1973)
- Carmelo Martínez (1973-1983)
- Valentín Martín (1983-1984)
- Juan Pablo de Villanueva (1984-1986)
- Jesús Ramos (1986-1987)
- Luis Infante Bravo (1987-1997)
- Manuel Saucedo (1997-2001)
- Elías Israel (2001-2005)
- Manuel Saucedo (2005-2006)
- Alejandro Sopeña (2006-2007)
- Eduardo Inda (2007-2011)
- Óscar Campillo (2011-2016)
- Juan Ignacio Gallardo (2016-Act.)